# 紫禁城 (順化市)

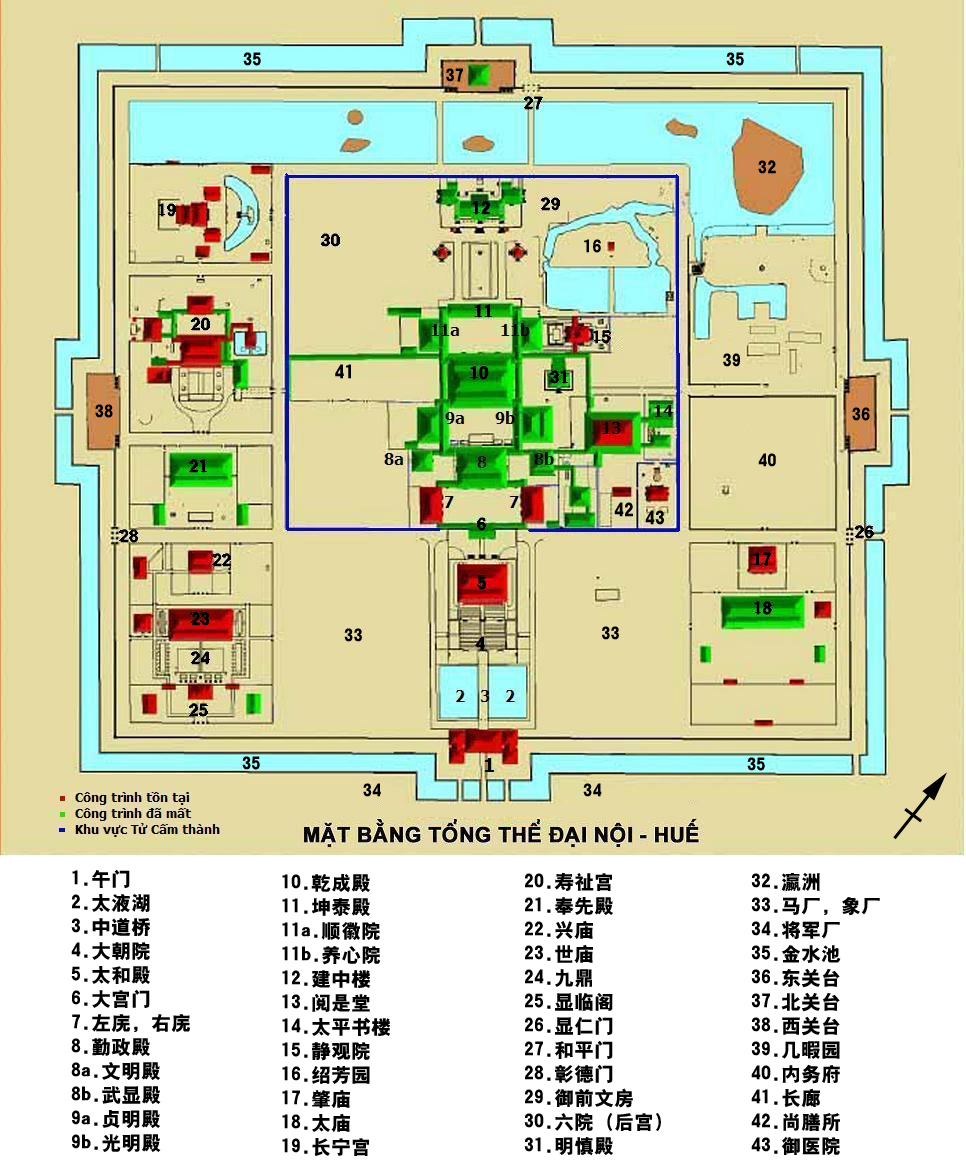
顺化皇城平面图。红色为现存的建筑，绿色为已经破坏无存的建筑。蓝色线内为紫禁城区域

紫禁城（越南语：／）位于顺化皇城后部，阮朝皇帝日常活动和后妃居住的场所，1822年用围墙包围，禁止男子进入，故名紫禁城。
紫禁城内部拥有众多殿宇。目前大部分毁于战火。